# Проста гра
Гра проста — кооперативна гра, в якій характеристична функція ν може приймати лише два значення: 0 — на коаліціях, які програють, і 1 — на коаліціях, які виграють.

## Приклад простої гри
Як приклад можна навести зважену мажоритарну гру.
Нехай кожному гравцю i ∈ I = {1, 2, ..., n} приписана «вага» ωi, причому, для жодного k ⊂ I не вірна рівність
{\displaystyle \sum _{i\in K}\omega _{i}=\sum _{i\in k}\omega _{i}}.
Тоді коаліція k — виграє, і ν(k) = 1, а коаліція I\k — програє, і ν(I\k) = 0, тобто, якщо k утворює «зважену більшість», тобто, якщо
{\displaystyle \sum _{i\in K}\omega _{i}>\sum _{i\in k}\omega _{i}}.